# Felicia Rudolphina Scatcherd
Felicia Rudolphina Scatcherd (10 de agosto de 1862 –  12 de março de 1927) foi uma jornalista e espiritualista inglesa. 

## Biografia
Felicia Scatcherd nasceu filha de Watson Scatcherd, um membro aposentado do Serviço Civil Indiano, e sua esposa Emily Frances Crofton. Ela viveu com seus pais em Kensington, Londres, até a morte de sua mãe em 1901.
Antes de sua morte, a mãe de Scatcherd a apresentou a William Thomas Stead, editor do Pall Mall Gazette, que ajudou Scatcherd a iniciar sua carreira jornalística.
Scatcherd passou a ser a editora da Psychic Review, bem como uma palestrante em apoio a médiuns. Ela estava interessada em fotografia de espíritos e frequentemente a praticava. Ela foi associada ao International Club for Psychical Research e foi editora continental do International Psychic Gazette. Scatcherd mais tarde deu a Sir Arthur Conan Doyle os meios para obter as notórias fotografias das Fadas de Cottingley.
Scatcherd viveu com Platon Soterios Drakoulès e sua esposa por muitos anos e o ajudou no lobby do Comitê de União e Progresso para formar uma aliança com os britânicos.
Em 1914, Scatcherd lançou um livreto, A Wise Man from the East, que incluía detalhes de seus esforços para espalhar a fé bahá'í na Turquia. De 1916 a 1919, foi editora da Imperial and Asiatic Quarterly Review. Na década de 1920, ela era membro do conselho da Associação das Índias Orientais. 
Scatcherd morreu de câncer de mama em Londres em 12 de março de 1927.